# Bægisárjökull
Bægisárjökull är en glaciär i republiken Island.   Den ligger i regionen Norðurland eystra, i den norra delen av landet, 230 km nordost om huvudstaden Reykjavík. Bægisárjökull ligger 1 208 meter över havet.
Trakten ingår i den boreala klimatzonen. Årsmedeltemperaturen i trakten är −6 °C. Den varmaste månaden är augusti, då medeltemperaturen är 5 °C, och den kallaste är februari, med −14 °C.